# Пузыри земли
Пузыри земли — выражение из трагедии Шекспира «Макбет» в переводе Андрея Кронеберга (1844), получившее дальнейшую популярность в связи с тем, что Александр Блок озаглавил им первый раздел второго тома своего собрания стихотворений, изданного в 1918 году.

## У Шекспира
В третьей сцене первого действия трагедии Банко говорит Макбету о трёх ведьмах, только что предвестивших героям будущее и после этого внезапно исчезнувших:

Земля, как и вода, содержит газы —
И это были пузыри земли.
Оригинальный текст (англ.)
The earth hath bubbles, as the water has,
And these are of them...

Этот образ важен в силу того, что пророчествующие ведьмы отождествляются с силой природы, и обсуждается западными специалистами, главным образом, в свете соотношения роли водной и земной стихий у Шекспира и вообще в культуре. Переосмысление шекспировского образа как отсылающего к бренности, мгновенности человеческого существования происходит уже в эпоху модернизма. Так, Лафкадио Херн в 1889 году цитирует строчку Шекспира в связи с рассуждением: «То, что однажды я исчезну, превратившись в тень, кажется вполне естественным, потому что, как бы то ни было, Херн всего лишь пузырь».

## В русском контексте
Благодаря тому, что в переводе Кронеберга образовалось именно словосочетание «пузыри земли», непосредственно у Шекспира отсутствующее, — у него началась своя жизнь, чаще всего связанная с уничижительными коннотациями. Так, критик Александр Измайлов в 1903 году, в уничтожающей рецензии на книгу стихов Ивана Рукавишникова, пишет: «Это всё пузыри земли, пузыри литературы, от которых не останется ничего, как только дунет свежий ветерок». Позднее философ Борис Вышеславцев в книге «Русская стихия у Достоевского» отмечает: «Достоевский часто изображает необъятное, непропорциональное ничему и несообразное ни с чем самолюбие русского человека: чем ничтожнее его Я, тем более оно себя раздувает; эти пузыри земли хотят раздуться до пределов мироздания и чем более знают свою пустоту, тем более озлоблены, отравлены завистью».
В то же время в романе Александра Амфитеатрова «Жар-цвет» (1895, отдельное издание 1910) образ пузырей земли использован в аутентичном шекспировском смысле: персонаж романа говорит о своей покойной возлюбленной, которая, по его мнению, не оставляет его в покое:
Анна — вздор: форма, слепок, пузырь земли! Анна — сама раба. Но власть, но сила, которая оживляет материю этими формами и посылает уничтожать нас — that is the question! Ужасно и непостижимо! И они — пузыри-то земли — не отвечают о ней. Узна́ем, лишь когда сами помрём. Я, брат, скоро, скоро, скоро… И из меня тоже слепится пузырь земли, и из меня!

## У Блока
Эта цитата из «Макбета» в разное время присутствовала в сознании Блока. Так, 23 мая 1905 г. в письме Е. П. Иванову он писал: «Говорили, будто Москва горит — так затуманились горизонты; но это были пары и „пузыри земли“ и „ветер разнёс их мнимые тела, как вздох“». В 1908 г. в стихотворении «Она пришла с мороза…» лирический герой читает собеседнице «Макбета»:

Едва дойдя до пузырей земли,
О которых я не могу говорить без волнения,
Я заметил, что она тоже волнуется
И внимательно смотрит в окно.…
При подготовке второго тома собрания своих стихотворений, изданного в 1918 году, Блок собрал в цикл «Пузыри земли» 13 стихотворений 1904—1905 гг., ранее опубликованных в 1907 году в его книге «Нечаянная радость». Среди них, в частности, «Болотные чертенятки», «Старушка и чертенята», «Болотный попик» и т. п. Они отражают как внимание поэта к силам природы, так и его увлечение народной демонологией (в те же годы он работал над статьёй «Поэзия заговоров и заклинаний»). «Как удивительно соединён тончайший демонизм здесь с простой грустью бедной природы русской», — писал Андрей Белый о стихах Блока этого времени, добавляя, что «страшна, несказуема природа русская. И Блок понимает её, как никто». В советской и постсоветской научной традиции, напротив, принято считать, что в «Пузырях земли» «Блок с любовью писал о русской природе с её берёзками и травкой, с болотами и кочками», что «беззлобные существа из цикла „Пузыри земли“ в этическом плане противоположны ведьмам, чьё наименование в трагедии Шекспира „Макбет“ послужило заголовком блоковского цикла». По мнению З. Г. Минц, идея Блока состоит в том, что природа с её «пузырями земли» — то главное, что остаётся в мире, из которого ушла «прекрасная дама», и эта природа не является доброй в привычном смысле, но «добра по-иному».